# Paris Open 1994
Il Paris Masters 1994 è stato un torneo di tennis che si è giocato sul Sintetico indoor. È stata la 23ª edizione del Paris Masters, che fa parte della categoria Super 9 nell'ambito dell'ATP Tour 1994. Il torneo si è giocato nel Palais omnisports de Paris-Bercy di Parigi in Francia, dal 31 ottobre al 7 novembre 1994.

## Campioni

### Singolare
Andre Agassi ha battuto in finale  Marc Rosset con il punteggio di 6–3, 6–3, 4–6, 7–5

### Doppio
Jacco Eltingh /  Paul Haarhuis hanno battuto in finale  Byron Black /  Jonathan Stark con il punteggio di 6–4, 6–3